# Попов, Сергей Платонович
Сергей Платонович Попов (3 [15] января 1872, Ялта, Таврическая губерния — 21 мая 1964, Харьков) — советский учёный-минералог, кристаллограф и геохимик, профессор, первооткрыватель минералов.
Ученик академика В. И. Вернадского, основатель научной минералого-геохимической школы в Воронежском университете.

## Биография
Родился 3 (15) января 1872 года в Ялте, в семье донского казака.
В 1891 году окончил Феодоссийскую классическую гимназию с золотой медалью.
В 1897 году получил диплом I степени естественного отделения физико-математического факультета Императорского Московского университета, и степень магистра минералогии Варшавского университета.
В 1898 году был оставлен при Московском университете в должности приват-доцента, для приготовления к профессорскому званию.
В 1899 году был признан негодным к воинской службе.
В 1898—1902 годах занимался минералогическими исследованиями Крыма совместно с В. И. Вернадским.
В 1908—1913 годах 8 раз был командирован за границу с научной целью.
В 1920—1924 годах был профессором Таврического университета.
Работал в Академии наук в Ленинграде.
1925 — директор Крымского научно-исследовательского института.
В 1934—1942 годах — возглавлял кафедру минералогии и петрографии в Воронежском государственном университете, сформировал минералогический кабинет и химико-аналитическую лабораторию, организовал учебную полевую практику студентов-геологов в Крыму (она осуществляется ежегодно и до настоящего времени).
В 1950-х годах — профессор кафедры минералогии Харьковского государственного университета.
Вышел на пенсию в возрасте 85 лет, но продолжил читать курс геохимии.
Скончался 21 мая 1964 года в Харькове.

## Открытия
В 1910 году в ходе геологических исследований в Крыму, в районе горы Митридат учёным-геологом С. П. Поповым был открыт и впервые описан минерал, получивший в 1914 году название по имени горы — митридатит. Название минералу присвоил П. А. Двойченко.
Описал керченит — минерал получил название по месту находки.

## Публикации
- Попов С. П. Минералы рудных пластов Керченского и Таманского полуостровов // Труды геологического музея им. Петра Великого ИАН. Том 4, вып. 7, 1910. С. 99-198.
- Попов С. П. Минералогия Крыма. М.-Л.: Издательство АН СССР, 1938, 352 с.